# The Hidden Wiki

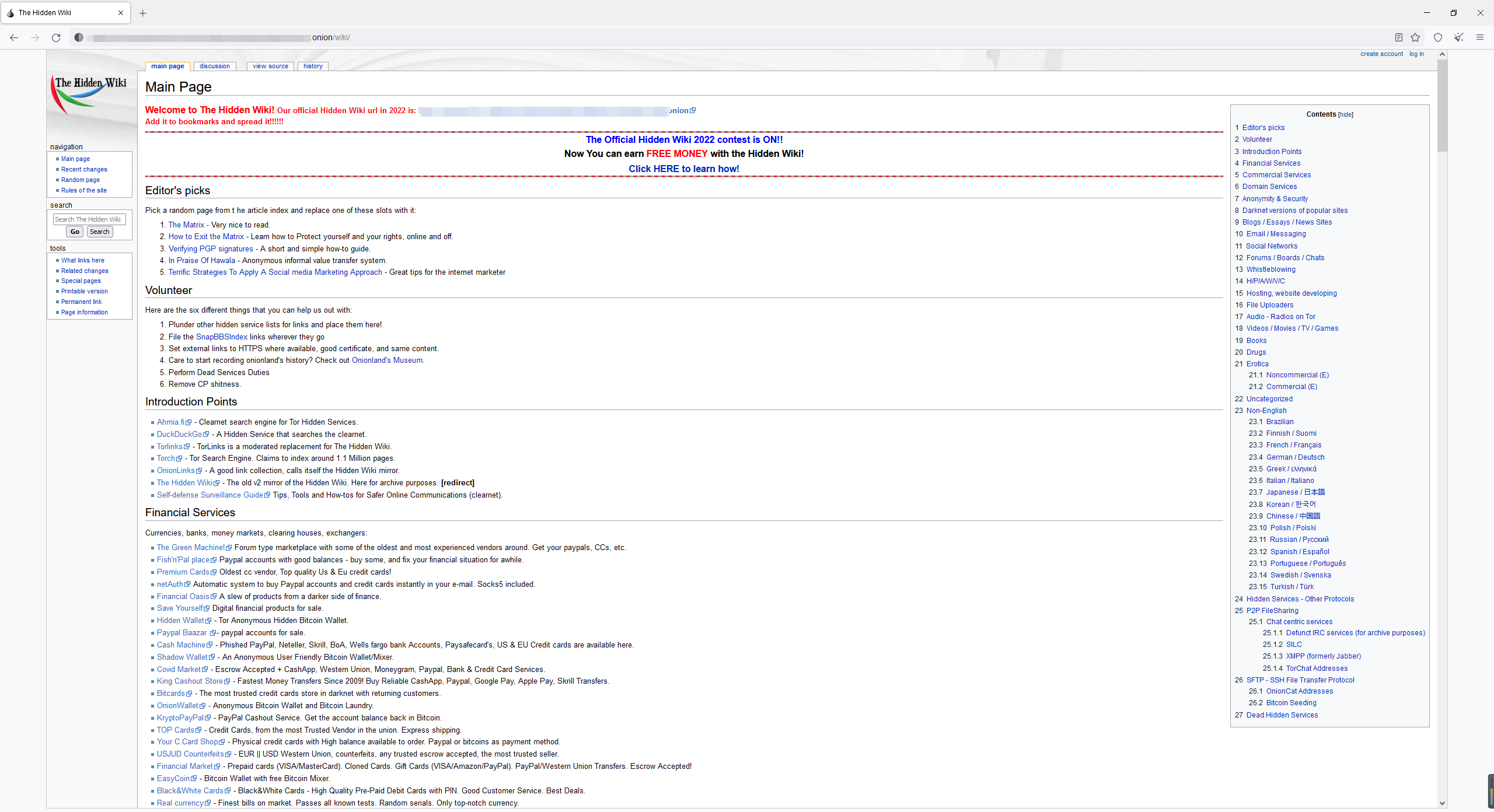
The Hidden Wiki的官方暗网截图（截自Tor浏览器）

The Hidden Wiki（又名「裡維基」、「暗黑維基」）是在匿名服務Tor上的一个不審查之Wiki網站，並且任何人都可以匿名編輯以提供網站內容，而其首頁則是連結至其他.onion網站的目錄頁面。The Hidden Wiki在伪顶级域.onion上運作，因此使用者必須藉由Tor或者其他Tor軟體才能夠進入網頁。The Hidden Wiki的首頁是由該社群所共同維護的網站服務，其內容同樣連接至正常方式無法進入的網站服務中，這些連結的網站內容包括有網路服務、電子商務、洗錢、契約暗殺、網路攻擊、各式禁運品、人口販賣以及炸藥製作等。
整個網站內容基本上並不經過審查，並且亦提供有兒童色情網站託管服務以及銷售武器、假幣、身份證件、信用卡、麻醉藥品等網站之連結。在2011年10月時，匿名者進行了「暗網行動」（Operation Darknet）試圖破壞並且揭露有關兒童色情之網際網路交流。其中匿名者表示發現在The Hidden Wiki上有100吉位元組關於兒童色情之資訊，而在這次行動中匿名者還對著名的蘿莉塔之城發動分散式阻斷服務攻擊並且迫使後者暫時下線。不過在2013年的時候，The Hidden Wiki改由Freedom Hosting託管並重新運作，但該網站於翌年在暗網的域名kpvz7ki2v5agwt35.onion被攻擊並重定向至Doxbin。為了避免发生同樣事件，The Hidden Wiki的內容被人大量地分配到不同伺服器，直到FBI在去匿名化行動（英語：Operation Onymous）中找到一個位於保加利亞的核心伺服器，主網站才被迫關閉，但仍有一些有關該網站的內容在網絡中流傳。

## 外部連結
- 維基教科書中有關Tor的文本